# Сапрокол
Сапрокол (рос. сапрокол, сапроколь; англ. saprocolle; нім. Saprokoll, verhärteter Sapropel — порода чорно-коричневого кольору, яка належить до класу вугілля бурого сапропелевого типу. Сапропель, який розклався.